# Determinante (matemática)

El área del paralelogramo es el valor absoluto del determinante de la matriz formada por los vectores que representan sus lados.

En matemáticas se define el determinante como una forma multilineal alternada sobre un espacio vectorial. Esta definición indica una serie de propiedades matemáticas y generaliza el concepto de determinante de una matriz haciéndolo aplicable en numerosos campos. El concepto de determinante o volumen orientado fue introducido para estudiar el número de soluciones de los sistemas de ecuaciones lineales.

## Historia de los determinantes
Los determinantes fueron introducidos en Occidente a partir del siglo XVI, esto es, antes que las matrices, que no aparecieron hasta el siglo XIX. Fue en China (Jiuzhang Suanshu) donde por primera vez se utilizó tabla de ceros y se aplicó un algoritmo que, desde el siglo XIX, se conoce con el nombre de Eliminación de Gauss-Jordan.[cita requerida]
El término matriz fue creado por James Joseph Sylvester, tratando de dar a entender que era “la madre de los determinantes”.
Algunos de los más grandes matemáticos de los siglos XVIII y XIX contribuyeron al desarrollo de las propiedades de los determinantes. La mayoría de los historiadores coinciden en afirmar que la teoría de los determinantes se originó con el matemático alemán Gottfried Wilhelm Leibniz (1646-1716). Leibniz empleó los determinantes en 1693 con relación a los sistemas de ecuaciones lineales simultáneas. No obstante hay quienes creen que el matemático japonés Seki Kowa hizo lo mismo unos años antes.[cita requerida]
Las contribuciones más prolíficas a la teoría de los determinantes fueron las del matemático francés Augustin Louis Cauchy (1789-1857). Cauchy escribió en 1812 una memoria de 84 páginas que contenía la primera demostración de la fórmula {\displaystyle \det AB=\det A\det B}.
Hay algunos otros matemáticos que merecen ser mencionados aquí. El desarrollo de un determinante por cofactores fue empleado por primera vez por el matemático francés Pierre-Simon Laplace (1749-1827).[cita requerida]
Un contribuyente principal en la teoría de los determinantes (estando solo Cauchy antes que él) fue el matemático alemán Carl Gustav Jacobi (1804-1851). Fue él con quien la palabra “determinante” ganó la aceptación definitiva. Sylvester llamó más tarde jacobiano a este determinante.[cita requerida]

### Primeros cálculos de determinantes
En su sentido original, el determinante determina la unicidad de la solución de un sistema de ecuaciones lineales. Fue introducido para el caso de orden 2 por Cardano en 1545 en su obra Ars Magna como una regla para la resolución de sistemas de dos ecuaciones con dos incógnitas. Esta primera fórmula lleva el nombre de regula de modo.

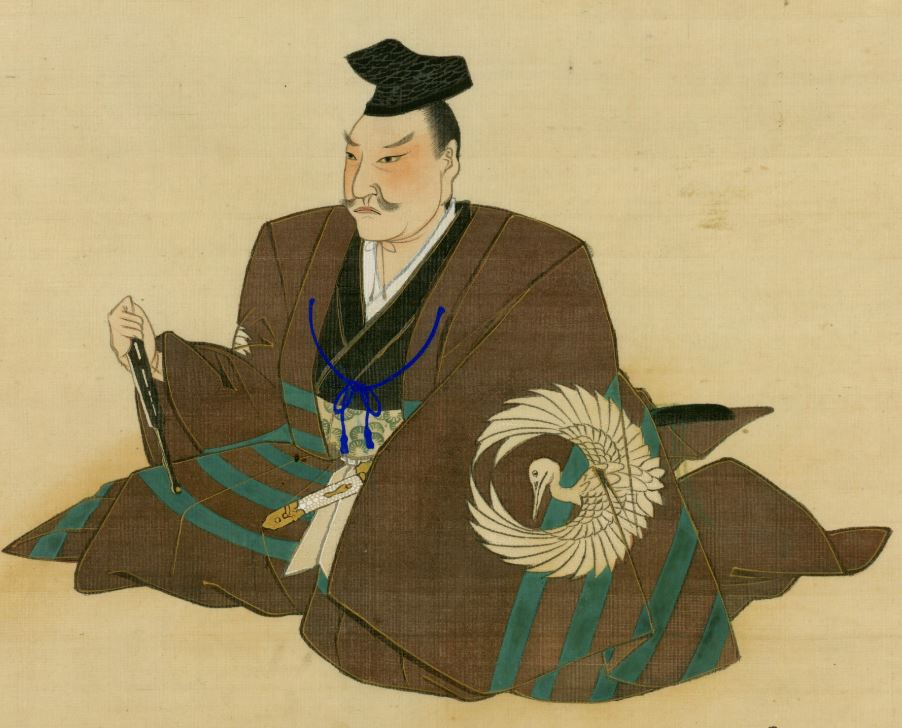
El japonés Kowa Seki introdujo los determinantes de orden 3 y 4 en la misma época que el alemán Leibniz.

La aparición de determinantes de órdenes superiores tardó aún más de cien años en llegar. Curiosamente el japonés Kowa Seki y el alemán Leibniz dieron los primeros ejemplos casi simultáneamente. 
Leibniz estudió los distintos tipos de sistemas de ecuaciones lineales. Al no disponer de la notación matricial, representaba los coeficientes de las incógnitas con una pareja de índices: así pues escribía ij para representar {\displaystyle a_{ij}}. En 1678 se interesó por un sistema de tres ecuaciones con tres incógnitas y obtuvo, para dicho ejemplo, la fórmula de desarrollo a lo largo de una columna. El mismo año, escribió un determinante de orden 4, correcto en todo salvo en el signo. Leibniz no publicó este trabajo, que pareció quedar olvidado hasta que los resultados fueron redescubiertos de forma independiente cincuenta años más tarde.
En el mismo periodo, Kowa Seki publicó un manuscrito sobre los determinantes, donde se hallan fórmulas generales difíciles de interpretar. Parece que se dan fórmulas correctas para determinantes de orden 3 y 4, y de nuevo los signos están mal para los determinantes de tamaño superior. El descubrimiento se quedó sin futuro a causa del cierre de Japón al mundo exterior por órdenes del shōgun, lo que se ve reflejado en la expulsión de los jesuitas en 1638.

### Determinantes de cualquier dimensión
En 1748, en un tratado póstumo de álgebra de MacLaurin aparece la regla para obtener la solución de un sistema de n ecuaciones lineales con n incógnitas cuando n es 2, 3 o 4, mediante el uso de determinantes. En 1750, Cramer da la regla para el caso general, aunque no ofrece demostración alguna. Los métodos de cálculo de los determinantes son hasta entonces delicados debido a que se basan en la noción de signatura de una permutación.
Los matemáticos se familiarizan con este nuevo objeto a través de los artículos de Bézout en 1764, de Vandermonde en 1771 (que proporciona concretamente el cálculo del determinante de la actual matriz de Vandermonde). En 1772, Laplace establece las reglas de recurrencia que llevan su nombre. En el año siguiente, Lagrange descubre la relación entre el cálculo de los determinantes y el de los volúmenes.
Gauss utiliza por primera vez el término «determinante», en las Disquisitiones arithmeticae en 1801. Lo empleaba para lo que hoy día denominamos discriminante de una cuádrica y que es un caso particular de determinante moderno. Igualmente estuvo cerca de obtener el teorema del determinante de un producto.

### Aparición de la noción moderna de determinante
Cauchy fue el primero en emplear el término determinante con su significado moderno. Se encargó de realizar una síntesis de los conocimientos anteriores y publicó en 1812 la fórmula y demostración del determinante de un producto junto con el enunciado y demostración de la regla de Laplace. Ese mismo año Binet ofreció otra demostración (incorrecta) para la fórmula del determinante de un producto. Paralelamente Cauchy establece las bases del estudio de la reducción de endomorfismos.
En 1825 Heinrich F. Scherk publicó nuevas propiedades de los determinantes. Entre las propiedades halladas estaba la propiedad de que en una matriz en la que una fila es combinación lineal de varias de otras filas de la matriz el determinante es cero.
Con la publicación de sus tres tratados sobre determinantes en 1841 en la revista de Crelle, Jacobi aporta a la noción una gran notoriedad. Por primera vez presenta métodos sistemáticos de cálculo bajo una forma algorítmica. Del mismo modo, hace posible la evaluación del determinante de funciones con la definición del jacobiano, lo que supone un gran avance en la abstracción del concepto del determinante.
El cuadro matricial es introducido por los trabajos de Cayley y James Joseph Sylvester[cita requerida]. Cayley es también el inventor de la notación de los determinantes mediante barras verticales (1841) y establece la fórmula para el cálculo de la inversa de una matriz mediante determinantes(1858).
La teoría se ve reforzada por el estudio de determinantes que tienen propiedades de simetría particulares y por la introducción del determinante en nuevos campos de las matemáticas, como el wronskiano en el caso de las ecuaciones diferenciales lineales.

## Definición de determinante

### Origen de la construcción del determinante: volumen de paralelepípedos

Paralelepípedo generado por tres vectores.

En primer lugar vamos a generalizar las nociones de paralelogramo y paralelepípedo a un espacio vectorial {\displaystyle E} sobre {\displaystyle \mathbb {K} } de dimensión finita {\displaystyle n}. Los paralelogramos en {\displaystyle \mathbb {R} ^{2}} y los paralelepípedos en {\displaystyle \mathbb {R} ^{3}} se definen como el espacio generado por dos o tres vectores (tantos como la dimensión) respectivamente tomando sus coeficientes entre 0 y 1. Esta es la noción que vamos a generalizar a dimensión {\displaystyle n}. Dados {\displaystyle n} vectores {\displaystyle x_{1},\dots ,x_{n}} de {\displaystyle E}, definimos el "paralelepípedo" que forman como
{\displaystyle P=\left\{x=\sum _{i=1}^{n}t_{i}x_{i}:0\leq t_{i}\leq 1\right\}}.
Es conveniente visualizar este conjunto como una especie de ladrillo torcido.

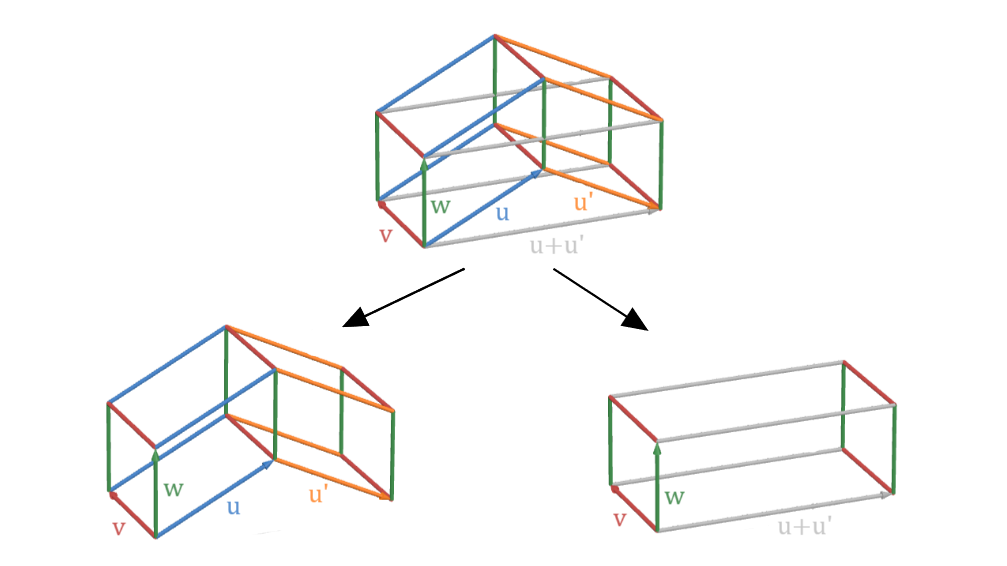
Ilustración de la propiedad 1. El conjunto de abajo a la izquierda y el de abajo a la derecha tienen el mismo volumen. En efecto, viéndolos juntos en la imagen de arriba, el prisma triangular que le falta al de la izquierda por debajo es exactamente el prisma triangular que le sobra por arriba.

Cuando el espacio consta de un producto escalar, podemos calcular el volumen del paralelepípedo, y este cumple las tres propiedades intuitivas siguientes:
1. Ver imagen a la derecha. El volumen de un ladrillo con un lado que sea la suma de dos vectores (conjunto de abajo a la derecha) es la suma de los volúmenes de dos ladrillos, uno sustituyendo ese lado por el primer sumando, y otro sustituyéndolo por el segundo (conjunto de abajo a la izquierda).
2. Multiplicar un vector por una constante se corresponde con estirar ese lado del ladrillo según esa constante, lo que produce que el volumen del ladrillo también se multiplique por esa constante.
3. Si dos vectores son iguales, el ladrillo que forman tiene volumen nulo (el ladrillo formado es "plano"; no tiene "grosor").

El determinante de un conjunto de vectores generalizará el volumen del ladrillo que forman. Sin embargo, la noción de determinante es más general, pues se puede definir en un espacio vectorial sin estructura particular (concretamente, sin producto escalar). Para ello definiremos una aplicación que generalice el volumen del ladrillo pidiéndole simplemente que cumpla las tres propiedades anteriores. Tal aplicación se llama una forma n-lineal alternada.

### Formas n-lineales alternadas
Volvemos a tomar {\displaystyle E} un espacio vectorial de dimensión {\displaystyle n} sobre un cuerpo {\displaystyle \mathbb {K} }. Una forma n-lineal alternada es una aplicación que toma {\displaystyle n} vectores y les asocia un escalar en {\displaystyle \mathbb {K} } que satisface las tres propiedades del apartado anterior (por eso generaliza la noción de volumen). Formalmente, debe ser:
1. y 2. lineal en cada variable ({\displaystyle n}-lineal). Esto es, para vectores {\displaystyle x_{1},\dots ,x_{n},x_{i}'\in E} y escalares {\displaystyle a,b\in \mathbb {K} }, se debe satisfacer que {\displaystyle f(x_{1},\dots ,ax_{i}+bx_{i}',\dots ,x_{n})=af(x_{1},\dots ,x_{i},\dots ,x_{n})+bf(x_{1},\dots ,x_{i}',\dots ,x_{n})}. La linealidad respecto de la suma se corresponde con la propiedad 1 anterior de "enganchar ladrillos" y, respecto del producto por escalar, con la 2 de "estirar un lado".

3. alternada, es decir, se anula al ser evaluada en una tupla de vectores que contenga dos vectores idénticos. Es decir, si existen {\displaystyle i\neq j} tales que {\displaystyle x_{i}=x_{j}}, entonces {\displaystyle f(x_{1},\dots ,x_{n})=0}. Esto se corresponde con la propiedad 3 anterior.
Las primeras dos propiedades son muy naturales de considerar: explican cómo se comporta el determinante (el volumen de un paralelepípedo) con relación a las operaciones básicas con vectores. La tercera parece un poco menos natural, pero surge naturalmente al considerar el determinante como un volumen. Obsérvese que en esta generalización el volumen puede ser negativo, por la propiedad 2 (el "volumen del paralelepípedo" será de hecho el valor absoluto de la forma alternada). En efecto, cambiar un solo vector por su opuesto produce un cambio de signo. Este signo se puede entender como la orientación de los vectores (en dos dimensiones se puede ver como el sentido horario o antihorario del giro que determina ir del primer vector hacia el segundo; en tres dimensiones, los dos signos se corresponden con tuplas de vectores que siguen la regla de la mano derecha o la regla de la mano izquierda).

### Determinante de una familia de vectores fijada una base
Si suponemos que en {\displaystyle E} hay fijada una base {\displaystyle e=(e_{1},\dots ,e_{n})}, podemos definir el determinante en base {\displaystyle e} como la única forma n-lineal alternada {\displaystyle \operatorname {det} _{e}\colon E\times {\overset {n)}{\dots }}\times E\rightarrow \mathbb {K} } que verifica que {\displaystyle \operatorname {det} _{e}(e_{1},\dots ,e_{n})=1}. Es decir, intuitivamente estamos añadiendo una "unidad de medida": el volumen del ladrillo que forman los vectores de la base. Además, desde el punto de vista de la orientación, también la estamos fijando: la base fijada y otras bases con la misma orientación tendrán la orientación positiva, mientras que las bases con la otra orientación la tendrán negativa.
Nótese que se ha destacado la unicidad de tal aplicación. En efecto, nada indica a priori que haya una sola aplicación con las condiciones impuestas (de hecho, ni que exista una siquiera). Esto es consecuencia de la fórmula de Leibniz (demostrada en ese artículo con una notación que se introduce en el apartado siguiente), que afirma que existe una única forma n-lineal alternada que valga uno en una base prefijada y, además, da una fórmula explícita para calcularla:
{\displaystyle \operatorname {det} _{e}(x_{1},\dots ,x_{n})=\left(\sum _{\sigma \in {\mathfrak {S}}_{n}}\varepsilon (\sigma )\prod _{j=1}^{n}X_{\sigma (j),j}\right)},
donde {\displaystyle X_{ij}} denota la componente {\displaystyle i}-ésima de {\displaystyle x_{j}} en base {\displaystyle e}, {\displaystyle {\mathfrak {S}}_{n}} es el grupo simétrico de {\displaystyle n} elementos y {\displaystyle \varepsilon (\sigma )} es el signo de la permutación {\displaystyle \sigma }.
La demostración del teorema se hace en dos pasos: primero se demuestra que la fórmula dada cumple las propiedades de n-linealidad y alternancia que se le piden a un determinante en base {\displaystyle e} (con esto queda probada la existencia) y luego se toma una forma n-lineal alternada arbitraria {\displaystyle f} y se demuestra que, fijada una base {\displaystyle e} cualquiera, su valor en n vectores {\displaystyle x_{1},\dots ,x_{n}} viene dado necesariamente por
{\displaystyle f(x_{1},\dots ,x_{n})=\left(\sum _{\sigma \in {\mathfrak {S}}_{n}}\varepsilon (\sigma )\prod _{j=1}^{n}X_{\sigma (j),j}\right)f(e_{1},\dots ,e_{n})\quad \quad (*)}
De la hipótesis extra {\displaystyle \operatorname {det} _{e}(e_{1},\dots ,e_{n})=1} se obtiene la fórmula deseada y, con ella, la unicidad.
Hemos escrito este argumento aquí porque de la linealidad, la anulación y {\displaystyle (*)} se obtiene el siguiente resultado:
| {\displaystyle v_{1},\dots ,v_{n}} son linealmente independientes si y sólo si {\displaystyle \operatorname {det} _{e}(v_{1},\dots ,v_{n})\neq 0}. |
| Observamos que si {\displaystyle v_{1},\dots ,v_{n}} son linealmente dependientes entonces hay un {\displaystyle j\in \{1,\dots ,n\}} tal que {\displaystyle v_{j}=\sum _{k\neq j}a_{k}v_{k}} para ciertos coeficientes {\displaystyle a_{k}}. Pero entonces, por linealidad, tendríamos que {\displaystyle \operatorname {det} _{e}(v_{1},\dots ,v_{n})=\sum _{k\neq j}a_{k}\operatorname {det} _{e}(v_{1},\dots ,v_{n})=0}, donde esta última igualdad se satisface por alternancia. Por otro lado, el valor de cualquier forma n-lineal alternada no nula {\displaystyle f} sobre n vectores linealmente independientes {\displaystyle v_{1},\dots ,v_{n}} es distinto de cero, por {\displaystyle (*)}. En efecto, en caso contrario, al ser {\displaystyle v_{1},\dots ,v_{n}} n vectores linealmente independientes, por el teorema de intercambio de Steinitz, serían una base, y tendríamos que, para cualquier otra n-tupla de vectores, {\displaystyle f(x_{1},\dots ,x_{n}){\overset {(*)}{=}}\operatorname {det} _{v}(x_{1},\dots ,x_{n})f(v_{1},\dots ,v_{n})=0}, lo cual contradice que la forma n-lineal alternada sea no nula. {\displaystyle \quad \square } |

### Determinante de una matriz
Acabamos definiendo el determinante de una matriz. Sea {\displaystyle A=(a_{ij})} una matriz cuadrada {\displaystyle n\times n} con coeficientes en un cuerpo {\displaystyle \mathbb {K} }. Las columnas de la matriz se pueden ver como vectores del espacio vectorial {\displaystyle \mathbb {K} ^{n}}. En este último podemos considerar una base canónica: {\displaystyle e_{i}=(0,\dots ,{\overset {i)}{1}},\dots ,0),\ i=1,\dots ,n}.
Definimos pues el determinante de la matriz {\displaystyle A} como el determinante de sus vectores columna en base canónica.
También podríamos haber definido directamente el determinante de una matriz sin pasar por el determinante en una base. Para {\displaystyle i=1,\dots ,n}, escribimos {\displaystyle A=(C_{i})\in {\mathcal {M}}_{n}(\mathbb {K} )} la matriz cuadrada que tiene por columnas los vectores {\displaystyle C_{i}}. Las propiedades anteriores se traducirían en que {\displaystyle \det \colon {\mathcal {M}}_{n}(\mathbb {K} )\rightarrow \mathbb {K} } es una aplicación que verifica:
1. {\displaystyle \det(C_{1},\dots ,C_{i}+C_{i}',\dots ,C_{n})=\det(C_{1},\dots ,C_{i},\dots ,C_{n})+\det(C_{1},\dots ,C_{i}',\dots ,C_{n})},
2. {\displaystyle \det(C_{1},\dots ,\lambda C_{i},\dots ,C_{n})=\lambda \det(C_{1},\dots ,C_{i},\dots ,C_{n})\quad \forall \lambda \in \mathbb {K} },
3. Si {\displaystyle \exists i\neq j} tales que {\displaystyle C_{i}=C_{j}}, entonces {\displaystyle \det(C_{1},\dots ,C_{n})=0},
4. {\displaystyle \det(\operatorname {Id} _{n})=1}.

Lo anterior es sólo una forma distinta de escribir las propiedades que hemos definido en las secciones anteriores. En concreto, la página de la fórmula de Leibniz (adonde se ha remitido al lector para la demostración de la misma) usa esta definición. En este caso, la fórmula se lee (equivalentemente a la anterior por cómo hemos definido determinante de una matriz a partir de determinante de vectores fijada una base) como
{\displaystyle \det(A)=\sum _{\sigma \in {\mathfrak {S}}_{n}}\varepsilon (\sigma )\prod _{j=1}^{n}a_{\sigma (j),j}}.
Esto es concretamente lo que se demuestra en la página Fórmula de Leibniz para el cálculo de determinantes.

### Determinante de un endomorfismo
Sea {\displaystyle f\colon E\rightarrow E} un endomorfismo. Dada una forma n-lineal alternada {\displaystyle D} cualquiera, la aplicación {\displaystyle {\hat {f}}(D)\colon E\times {\overset {n)}{\dots }}\times E\rightarrow \mathbb {K} } dada por {\displaystyle ({\hat {f}}(D))(v_{1},\dots ,v_{n})=D(f(v_{1}),\dots ,f(v_{n}))} es n-lineal alternada, por ser {\displaystyle f} lineal y {\displaystyle D} n-lineal alternada. Por tanto, si denotamos por {\displaystyle {\mathcal {A}}(E)} el espacio vectorial de formas n-lineales alternadas, {\displaystyle {\hat {f}}\colon {\mathcal {A}}(E)\rightarrow {\mathcal {A}}(E)} es una aplicación que es lineal claramente. 
Ahora, por {\displaystyle (*)} de la sección anterior, fijada una base {\displaystyle e} de {\displaystyle E}, {\displaystyle (\operatorname {det} _{e})} es una base de {\displaystyle {\mathcal {A}}(E)}, pues cualquier forma n-lineal alternada se puede escribir como {\displaystyle D=\lambda \operatorname {det} _{e},} con {\displaystyle \lambda =D(e_{1},\dots ,e_{n})}. Por tanto, {\displaystyle {\mathcal {A}}(E)} tiene dimensión {\displaystyle \dim {\mathcal {A}}(E)=1}. Así pues, {\displaystyle {\hat {f}}} es necesariamente una homotecia: {\displaystyle {\hat {f}}=a\operatorname {id} _{{\mathcal {A}}(E)}}, con {\displaystyle a\in \mathbb {K} }.
Definimos el determinante del endomorfismo {\displaystyle f} como la razón de la homotecia {\displaystyle {\hat {f}}} ({\displaystyle a} en la notación anterior). Es decir, {\displaystyle \det f=a\Leftrightarrow {\hat {f}}=a\operatorname {id} _{{\mathcal {A}}(E)}}.
De hecho, si {\displaystyle e} es una base de {\displaystyle E}, el determinante del endomorfismo coincide con el determinante de su matriz en base {\displaystyle e}, {\displaystyle \det f=\det M_{e}(f)}, cualquiera que sea la base elegida.
| Demostración |
| Tomemos {\displaystyle D} una forma n-lineal alternada no nula. Como {\displaystyle {\hat {f}}=(\det f)\operatorname {id} _{{\mathcal {A}}(E)}}, tenemos que {\displaystyle {\hat {f}}(D)=(\det f)D}. Por tanto, si escribimos los elementos de la base {\displaystyle e=(e_{1},\dots ,e_{n})}, tenemos que {\displaystyle ({\hat {f}}(D))(e_{1},\dots ,e_{n})=(\det f)D(e_{1},\dots ,e_{n})} Por otro lado, por definición de {\displaystyle {\hat {f}}}, {\displaystyle ({\hat {f}}(D))(e_{1},\dots ,e_{n})=D(f(e_{1}),\dots ,f(e_{n})){\overset {(*)}{=}}\operatorname {det} _{e}(f(e_{1}),\dots ,f(e_{n}))D(e_{1},\dots ,e_{n})}. Igualando las dos expresiones para {\displaystyle ({\hat {f}}(D))(e_{1},\dots ,e_{n})} y dividiendo por {\displaystyle D(e_{1},\dots ,e_{n})\neq 0} (pues es una forma n-lineal alternada evaluada en un conjunto de vectores linealmente independientes), tenemos lo que queríamos, recordando que la matriz de un endomorfismo en una base dada tiene por columnas las coordenadas de las imágenes de los vectores de la base: {\displaystyle \det f=\operatorname {det} _{e}(f(e_{1}),\dots ,f(e_{n}))=\det M_{e}(f)\quad \square } |

Se ha definido el determinante de un endomorfismo como se ha definido, y no directamente como el determinante de una matriz asociada, porque en este otro caso nos habría resultado mucho más complicado demostrar que está bien definido, es decir, que el determinante de cualquier matriz asociada al endomorfismo es el mismo. Mientras que con esta definición nos ha resultado relativamente sencillo, de la otra forma habríamos tenido que usar que el determinante del producto de matrices es el producto de sus determinantes, resultado que, aunque cierto, no es en absoluto sencillo de demostrar directamente. Veremos más abajo que, habiendo definido correctamente el determinante de un endomorfismo, este resultado es mucho más fácil de demostrar.

## Métodos de cálculo
La definición que hemos dados de determinante no da ninguna fórmula explícita para calcularlo; es simplemente una lista de características que lo determinan unívocamente. Para el cálculo de determinantes de matrices de cualquier orden, existe una regla recursiva (teorema de Laplace) que reduce el cálculo a sumas y restas de varios determinantes de un orden inferior. Este proceso se puede repetir tantas veces como sea necesario hasta reducir el problema al cálculo de múltiples determinantes de orden tan pequeño como se quiera. Sabiendo que el determinante de un escalar es el propio escalar, es posible calcular el determinante de cualquier matriz aplicando dicho teorema.

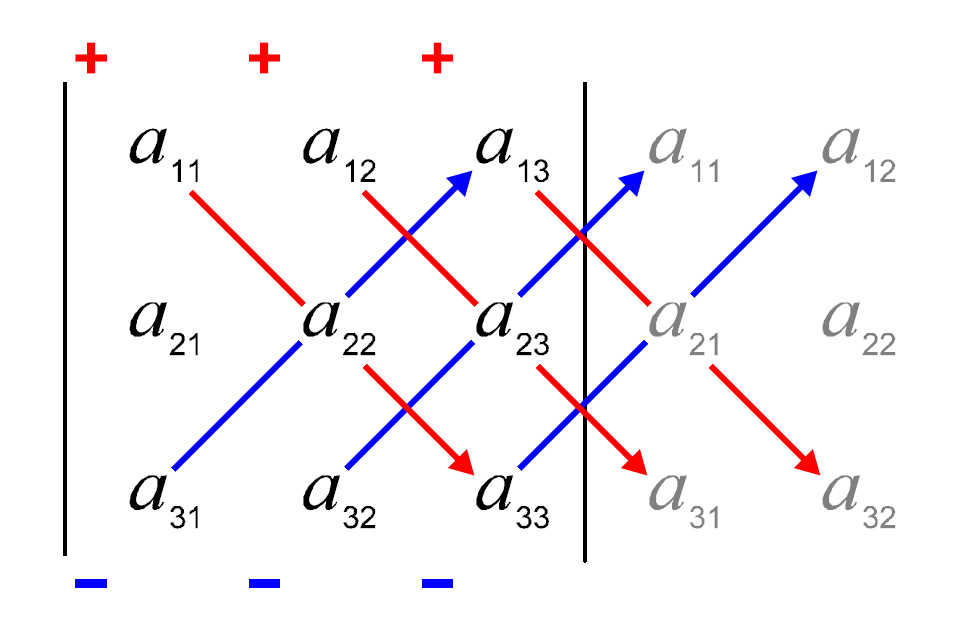
Cálculo de los determinantes de una matriz de tercer orden según la regla de Sarrus

Además de esta regla, para calcular determinantes de matrices de cualquier orden podemos usar la fórmula introducida en la sección anterior para demostrar la unicidad del determinante: la fórmula de Leibniz.
La fórmula de Leibniz para el determinante de una matriz cuadrada A de orden n es:
{\displaystyle \det A=\sum _{\sigma \in {\mathfrak {S}}_{n}}\varepsilon (\sigma )\prod _{i=1}^{n}a_{i,\sigma _{i}}},
donde la suma se calcula sobre todas las permutaciones σ del conjunto {1,2,...,n}. La posición del elemento i después de la permutación σ se denota como σi (es una forma más compacta de escribir los que en la sección anterior denotábamos por {\displaystyle \sigma (i)}). El conjunto de todas las permutaciones es el grupo simétrico {\displaystyle {\mathfrak {S}}_{n}}. Para cada σ, {\displaystyle \varepsilon (\sigma )} es la signatura de σ, esto es +1 si la permutación es par y −1 si es impar (ver Paridad de permutaciones).
En cualquiera de los {\displaystyle n!} sumandos, el término
{\displaystyle \prod _{i=1}^{n}a_{i,\sigma _{i}}\ }
denota el producto de las entradas en la posición (i, σi), donde i va desde 1 hasta n:
{\displaystyle a_{1,\sigma _{1}}\cdot a_{2,\sigma _{2}}\cdots a_{n,\sigma _{n}}.\ }
La fórmula de Leibniz es útil como definición de determinante; pero, excepto para órdenes muy pequeños, no es una forma práctica de calcularlo: hay que llevar a cabo n! productos de n factores y sumar n! elementos. No se suele usar para calcular el determinante si la matriz tiene más de tres filas.

### Matrices de orden inferior
El caso de matrices de orden inferior (orden 1, 2 o 3) es muy simple y su determinante se calcula con sencillas reglas conocidas. Dichas reglas son también deducibles del teorema de Laplace.
Una matriz de orden uno, es un caso trivial, pero lo trataremos para completar todos los casos. Una matriz de orden uno puede ser tratada como un escalar, pero aquí la consideraremos una matriz cuadrada de orden uno:
{\displaystyle A=\left[{\begin{array}{c}a_{11}\end{array}}\right]}
El valor del determinante es igual al único término de la matriz:
{\displaystyle \det A=\det \left[{\begin{array}{c}a_{11}\end{array}}\right]=a_{11}}.
El determinante de una matriz de orden 2:
{\displaystyle A=\left[{\begin{array}{cc}a_{11}&a_{12}\\a_{21}&a_{22}\end{array}}\right]}
se puede calcular con la siguiente fórmula (es la fórmula de Leibniz):
{\displaystyle |A|={\begin{vmatrix}a_{11}&a_{12}\\a_{21}&a_{22}\end{vmatrix}}=a_{11}a_{22}-a_{12}a_{21}}.
Dada una matriz de orden 3:
{\displaystyle A=\left[{\begin{array}{ccc}a_{11}&a_{12}&a_{13}\\a_{21}&a_{22}&a_{23}\\a_{31}&a_{32}&a_{33}\end{array}}\right]}
El determinante de una matriz de orden 3 se puede calcular mediante la regla de Sarrus (una regla mnemotéctica para la fórmula de Leibniz en dimensión 3):
{\displaystyle |A|=\left|{\begin{array}{ccc}a_{11}&a_{12}&a_{13}\\a_{21}&a_{22}&a_{23}\\a_{31}&a_{32}&a_{33}\end{array}}\right|=(a_{11}a_{22}a_{33}+a_{12}a_{23}a_{31}+a_{13}a_{21}a_{32})-(a_{31}a_{22}a_{13}+a_{32}a_{23}a_{11}+a_{33}a_{21}a_{12})}

### Determinantes de orden superior
El determinante de orden n, puede calcularse mediante el teorema de Laplace a partir de una fila o columna, reduciendo el problema al cálculo de n determinantes de orden n-1. Para ello se toma una fila o columna cualquiera, multiplicando cada elemento por su cofactor. El cofactor de un elemento {\displaystyle a_{ij}} de la matriz es el determinante de la matriz que se obtiene al eliminar la fila y columna correspondiente a dicho elemento, y multiplicándolo por (-1)i+j, donde i es el número de fila y j el número de columna. La suma de todos los productos de los elementos de una fila (o columna) cualquiera multiplicados por sus cofactores es igual al determinante. 
En caso de un determinante de orden 4, se obtienen directamente determinantes de orden 3 que podrán ser calculados por la regla de Sarrus. En cambio, en los determinantes de orden superior, como por ejemplo n = 5, al desarrollar los elementos de una línea, obtendremos determinantes de orden 4, que a su vez se deberán desarrollar en por el mismo método, para obtener determinantes de orden 3. Por ejemplo, para obtener con el método especificado un determinante de orden 4, se deben calcular 4 determinantes de orden 3. Esto puede aligerarse si previamente se logran tres ceros en una fila o columna, bastando entonces con calcular un determinante de orden 3 (ya que los demás determinantes estarán multiplicados por 0, lo que los anula). 
La cantidad de operaciones aumenta muy rápidamente. Por ejemplo, mediante este método, para un determinante de orden 10 se deberán calcular 10 x 9 x 8 x 7 x 6 x 5 x 4 = 604.800 determinantes de orden 3.
También puede utilizarse el Método de eliminación Gaussiana, para convertir la matriz en una matriz triangular. 

### Métodos numéricos
Para reducir el coste computacional de los determinantes a la vez que mejorar su estabilidad frente a errores de redondeo, se aplica la regla de Chio, que permite utilizar métodos de triangularización de la matriz reduciendo con ello el cálculo del determinante al producto de los elementos de la diagonal de la matriz resultante. Para la triangularización se puede utilizar cualquier método conocido que sea numéricamente estable. Estos suelen basarse en el uso de matrices ortonormales, como ocurre con el método de Gauss o con el uso de reflexiones de Householder o rotaciones de Givens. 

### Determinantes en dimensión infinita
Bajo ciertas condiciones puede definirse el determinante de aplicaciones lineales de un espacio vectorial de Banach de dimensión infinita. En concreto en el determinante está definido para los operadores de la clase de determinante que puede a partir de los operadores de la clase de traza. Un ejemplo notable fue el determinante de Fredholm que este definió en conexión con su estudio de la ecuación integral que lleva su nombre:

(*){\displaystyle f(x)=\phi (x)+\int _{0}^{1}K(x,y)\phi (y)\ dy}

Donde:
{\displaystyle f(x)\,} es una función conocida
{\displaystyle \phi (x)\,} es una la función incógnita
{\displaystyle K(x,y)\,} es una función conocida llamada núcleo, que da lugar al siguiente operador lineal compacto y de traza finita en el espacio de Hilbert de funciones de cuadrado integrable en el intervalo [0,1]:
{\displaystyle {\hat {K}}:L^{2}[0,1]\to L^{2}[0,1],\quad ({\hat {K}}\phi )(x)=\int _{0}^{1}K(x,y)\phi (y)\ dy}
La ecuación (*) tiene solución si el determinante de Fredholm {\displaystyle \det(I+{\hat {K}})} no se anula. El determinante de Fredholm en este caso generaliza el determinante en dimensión finita y puede calcularse explícitamente mediante:

{\displaystyle \det(I+{\hat {K}})=\sum _{k=0}^{\infty }{\frac {1}{k!}}\int _{0}^{1}\dots \int _{0}^{1}\det[K(x_{i},x_{j})]_{1\leq i,j\leq k}\ dx_{1}\dots dx_{k}}

La propia solución de la ecuación (*) puede escribirse de manera simple en términos del determinante cuando este no se anula.

## Primeros ejemplos: áreas y volúmenes
El cálculo de áreas y volúmenes bajo forma de determinantes en espacios euclídeos aparecen como casos particulares de una noción más general de determinante. La letra mayúscula D (Det) se reserva a veces para distinguirlos.

### Determinante de dos vectores en el plano euclídeo

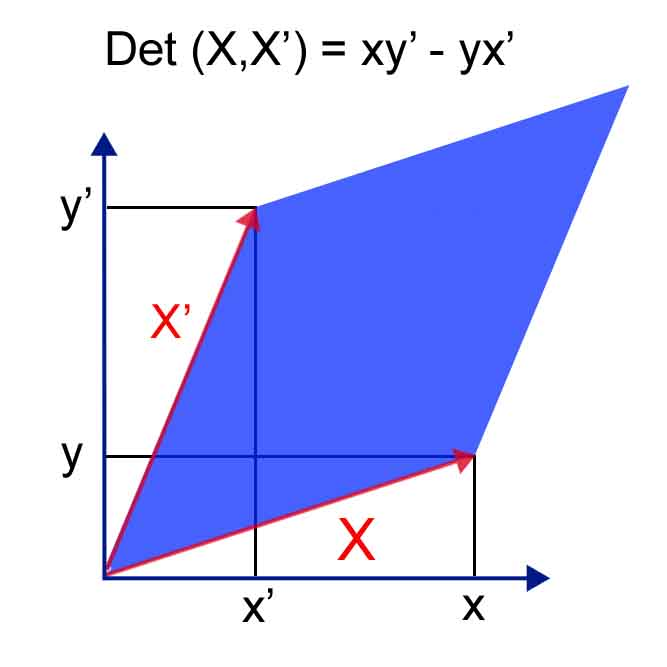
Fig. 1. El determinante es el área azul orientada.

Sea P el plano euclídeo. El determinante de los vectores X y X' se obtiene con la expresión analítica
{\displaystyle \det(X,X')={\begin{vmatrix}x&x'\\y&y'\end{vmatrix}}=xy'-yx'}
o, de manera equivalente, por la expresión geométrica
{\displaystyle \det(X,X')=\|X\|\cdot \|X'\|\cdot \sin \theta }
en la cual {\displaystyle \theta } es el ángulo orientado formado por los vectores X y X'.

#### Propiedades
- El valor absoluto del determinante es igual a la superficie del paralelogramo definido por X y X' ({\displaystyle X'\sin \theta } es en efecto la altura del paralelogramo, por lo que A = Base × Altura).
- El determinante es nulo si y solo si los dos vectores son colineales (el paralelogramo se convierte en una línea).
- Su signo es estrictamente positivo si y solo si la medida del ángulo (X, X ') se encuentra en ]0,{\displaystyle \pi }[.
- La aplicación del determinante es bilineal: la linearidad respecto al primer vector se escribe

{\displaystyle \det(aX+bY,X')=a\det(X,X')+b\det(Y,X')\;}
y respecto al segundo
{\displaystyle \det(X,aX'+bY')=a\det(X,X')+b\det(X,Y')\;}

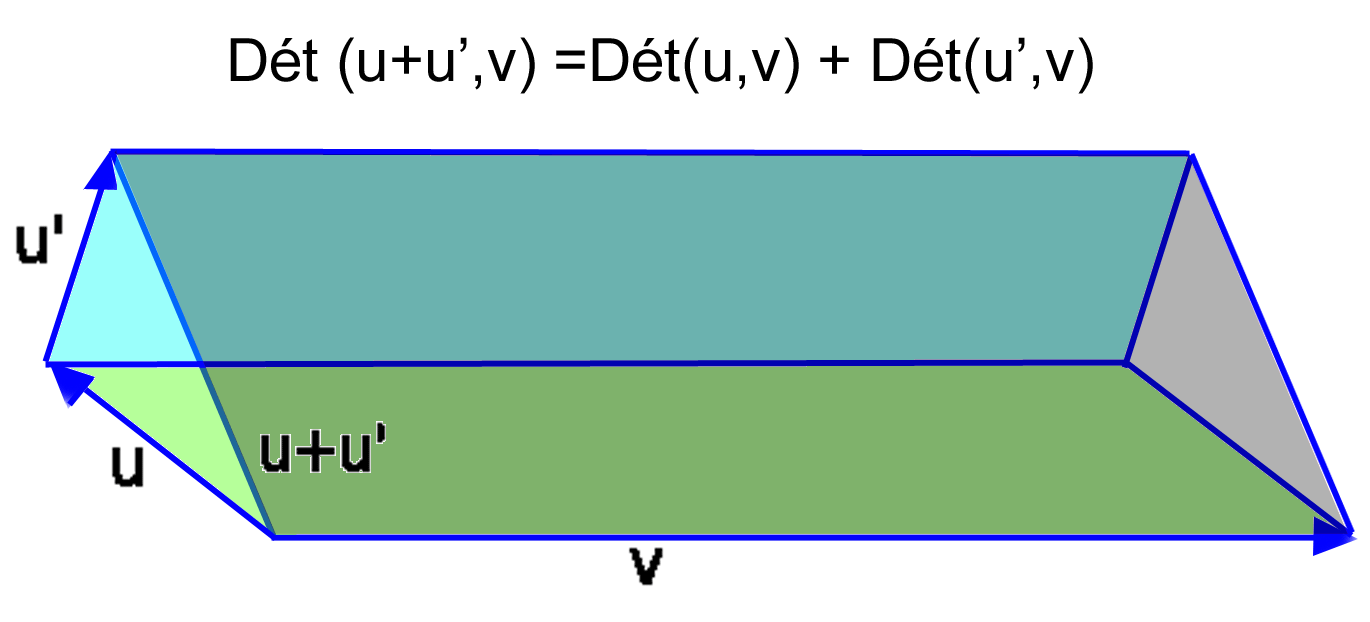
Fig. 2.Suma de las áreas de dos paralelogramos adyacentes.

La figura 2, en el plano, ilustra un caso particular de esta fórmula. Representa dos paralelogramos adyacentes, uno definido por los vectores u y v (en verde), y otro por los vectores u' y v (en azul). Es fácil ver sobre este ejemplo el área del paralelogramo definido por los vectores u+u' y v (en gris): es igual a la suma de los dos paralelogramos precedentes a la cual se sustrae el área de un triángulo y se añade el área de otro triángulo. Ambos triángulos se corresponden por translación y la fórmula siguiente se verifica Det (u+u', v)=Det (u, v)+Det (u', v).
El dibujo corresponde a un caso particular de la fórmula de bilinealidad ya que las orientaciones han sido elegidas de manera que las áreas tengan el mismo signo, aunque ayuda a comprender el contenido geométrico.

#### Generalización
Es posible definir la noción de determinante en un plano euclídeo orientado con una base ortonormal directa B utilizando las coordenadas de los vectores en esta base. El cálculo del determinante da el mismo resultado sea cual sea la base ortonormal directa elegida para el cálculo.

### Determinante de tres vectores en el espacio euclídeo
Sea E el espacio euclídeo orientado de dimensión 3. El determinante de tres vectores de E se da por
{\displaystyle \det(X,X',X'')={\begin{vmatrix}x&x'&x''\\y&y'&y''\\z&z'&z''\end{vmatrix}}=x{\begin{vmatrix}y'&y''\\z'&z''\end{vmatrix}}-x'{\begin{vmatrix}y&y''\\z&z''\end{vmatrix}}+x''{\begin{vmatrix}y&y'\\z&z'\end{vmatrix}}=xy'z''+x'y''z+x''yz'-xy''z'-x'yz''-x''y'z.}

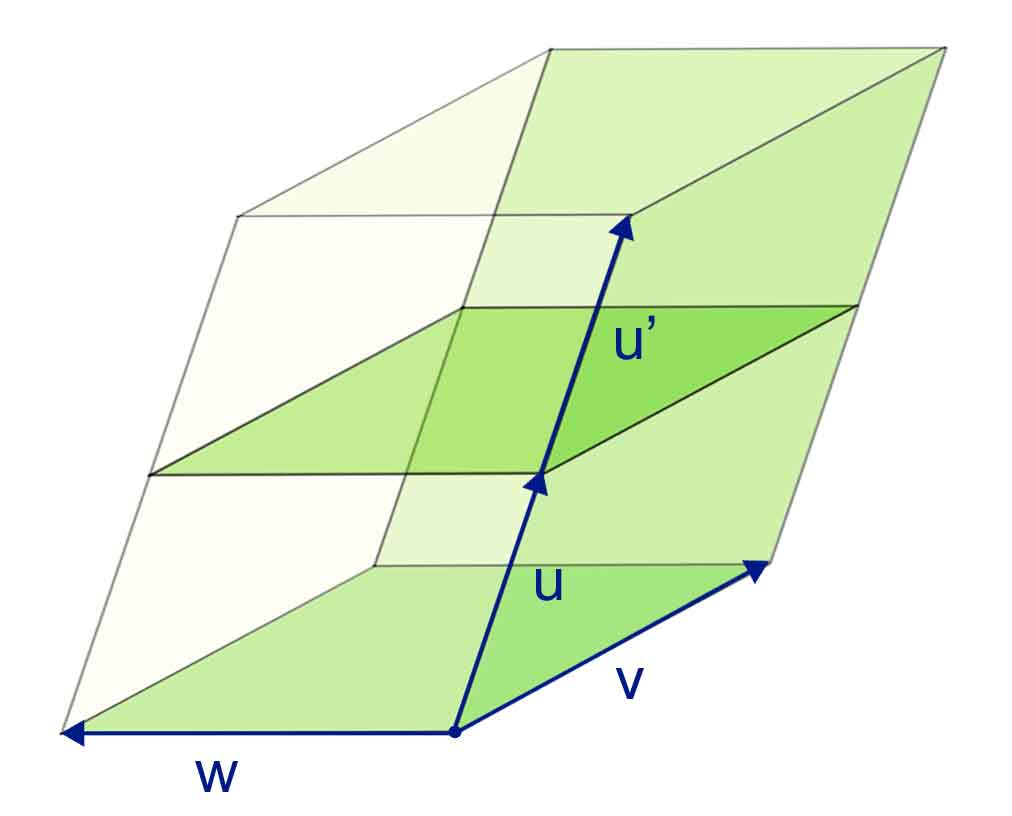
Fig. 3. Ilustración gráfica de la trilinealidad.

Este determinante lleva el nombre de producto mixto.

#### Propiedades
- El valor absoluto del determinante es igual al volumen de paralelepípedo definido por los tres vectores.
- El determinante es nulo si y solo si los tres vectores se encuentran en un mismo plano (paralelepípedo "plano").
- La aplicación determinante es trilineal: sobre todo

{\displaystyle \det(aX+bY,X',X'')=a\det(X,X',X'')+b\det(Y,X',X'')\,}
Una ilustración geométrica de esta propiedad se da en la figura 3 con dos paralelepípedos adyacentes, es decir con una cara común. La igualdad siguiente es entonces intuitiva:
{\displaystyle \det(u+u',v,w)=\det(u,v,w)+\det(u',v,w)\,}.

## Propiedades
- El determinante de una matriz es un invariante algebraico, lo cual implica que dada una aplicación lineal todas las matrices que la represente tendrán el mismo determinante. Eso permite definir el valor del determinante no solo para matrices sino también para aplicaciones lineales.
- El determinante de una matriz y el de su traspuesta coinciden: {\displaystyle \det(A^{t})=\det(A)\,}

- Una aplicación lineal entre espacios vectoriales es invertible si y solo si su determinante no es nulo. Por lo tanto, una matriz con coeficientes en un cuerpo es invertible si y solo si su determinante es no nulo.
- Intercambiar dos columnas de una matriz cambia el signo de su determinante.

| Demostración |
| Esto es un caso particular que también es cierto para cualquier otra aplicación n-lineal alternada (ver la generalización en Forma multilineal). Aquí lo demostramos para el determinante de una matriz pero la demostración es esencialmente igual. El enunciado se traduce simbólicamente en que {\displaystyle \det(v_{1},\dots ,v_{i},\dots ,v_{j},\dots ,v_{n})=-\det(v_{1},\dots ,v_{j},\dots ,v_{i},\dots ,v_{n})}, donde {\displaystyle v_{1},\dots v_{n}} se pueden ver como las columnas de la matriz o, más en general, como vectores de un espacio vectorial, si {\displaystyle \det } es el determinante respecto de una base. El resultado se sigue de las propiedades (1) de linealidad y (2) de anulación del determinante: {\displaystyle 0{\overset {(2)}{=}}\det(v_{1},\dots ,v_{i}+v_{j},\dots ,v_{i}+v_{j},\dots ,v_{n}){\overset {(1)}{=}}\det(v_{1},\dots ,v_{i},\dots ,v_{i},\dots ,v_{n})+\det(v_{1},\dots ,v_{i},\dots ,v_{j},\dots ,v_{n})+} {\displaystyle \quad +\det(v_{1},\dots ,v_{j},\dots ,v_{i},\dots ,v_{n})+\det(v_{1},\dots ,v_{j},\dots ,v_{j},\dots ,v_{n}){\overset {(2)}{=}}\det(v_{1},\dots ,v_{i},\dots ,v_{j},\dots ,v_{n})+\det(v_{1},\dots ,v_{j},\dots ,v_{i},\dots ,v_{n}),} de donde se sigue el enunciado. {\displaystyle \quad \square } |

### Determinante del producto
Una propiedad fundamental del determinante es su comportamiento multiplicativo frente al producto de matrices. Dadas dos matrices cuadradas {\displaystyle \mathbf {A} ,\mathbf {B} \in {\mathcal {M}}_{n}(\mathbb {K} )},
{\displaystyle \det \mathbf {AB} =\det \mathbf {A} \cdot \det \mathbf {B} }.
El hecho de que sean cuadradas es necesario para que estén bien definidos sus determinantes, y tienen que ser del mismo orden para poder definir su producto.
Esta propiedad es más trascendente de lo que parece y es muy útil en el cálculo de determinantes. En efecto, supongamos que queremos calcular el determinante de la matriz {\displaystyle \mathbf {A} } y que {\displaystyle \mathbf {U} } es cualquier matriz con determinante uno (el elemento neutro respecto al producto del cuerpo). En este caso, se verifica que:
{\displaystyle \det \mathbf {A} =\det \mathbf {A} \cdot \det \mathbf {U} =\det \mathbf {AU} }
y análogamente {\displaystyle \det \mathbf {A} =\det \mathbf {UA} },
Una aplicación lineal entre dos espacios vectoriales de dimensión finita se puede representar mediante una matriz. La matriz asociada a la composición de aplicaciones lineales entre espacios de dimensión finita se puede calcular mediante el producto de matrices. Dadas dos aplicaciones lineales {\displaystyle u\,} y {\displaystyle v\,}, se cumple lo siguiente:

{\displaystyle \det(u\circ v)=\det(u)\cdot \det(v)}

### Matrices en bloques
Sean {\displaystyle A,B,C,D} matrices de tamaños {\displaystyle n\times n,n\times m,m\times n,m\times m} respectivamente. Entonces
{\displaystyle \det \left[{\begin{array}{cc}A&0\\C&D\end{array}}\right]=\det \left[{\begin{array}{cc}A&B\\0&D\end{array}}\right]=\det A\cdot \det D}.
Esto se puede ver de la fórmula de Leibniz. Empleando la siguiente identidad
{\displaystyle \left[{\begin{array}{cc}A&B\\C&D\end{array}}\right]=\left[{\begin{array}{cc}A&0\\C&I\end{array}}\right]\times \left[{\begin{array}{cc}I&A^{-1}B\\0&D-CA^{-1}B\end{array}}\right]}
vemos que para una matriz inversible A, es 
{\displaystyle \det \left[{\begin{array}{cc}A&B\\C&D\end{array}}\right]=\det A\cdot \det(D-CA^{-1}B)}.
Análogamente, se puede obtener una identidad similar con {\displaystyle \det D} factorizado.
Si {\displaystyle d_{ij}} son matrices diagonales, 
{\displaystyle \det \left|{\begin{array}{ccc}d_{11}&\ldots &d_{1c}\\\vdots &&\vdots \\d_{r1}&\ldots &d_{rc}\end{array}}\right|=\det \left|{\begin{array}{ccc}\det(d_{11})&\ldots &\det(d_{1c})\\\vdots &&\vdots \\\det(d_{r1})&\ldots &\det(d_{rc})\end{array}}\right|.}

### Derivada de la función determinante
La función determinante puede definirse sobre el espacio vectorial formado por las matrices cuadradas de orden n. Dicho espacio vectorial puede convertirse fácilmente en un espacio vectorial normado mediante la norma matricial, gracias a lo cual dicho espacio se convierte en un espacio métrico y topológico, donde se pueden definir límites. El determinante puede definirse como un morfismo del álgebra de las matrices al conjunto de los elementos del cuerpo sobre el que se definen las matrices:

{\displaystyle \det :M_{n\times n}(\mathbb {K} )\to \mathbb {K} }

La diferencial de la función determinante viene  dada en términos de la matriz de adjuntos:

{\displaystyle {\frac {\partial \det(\mathbf {A} )}{\partial \mathbf {H} }}:=D(\det )|_{\mathbf {A} }(\mathbf {H} )=\lim _{\epsilon \to 0}{\frac {\det(\mathbf {A+\epsilon H} )-\det(\mathbf {A} )}{\epsilon }}={\mbox{tr}}\left({\mbox{adj}}(\mathbf {A} )\ \mathbf {H} \right)}

Donde:
{\displaystyle {\mbox{adj}}(\mathbf {A} )} es la matriz de adjuntos.
{\displaystyle {\mbox{tr}}(\cdot )}, es la traza de la matriz.

## Menores de una matriz
Además del determinante de una matriz cuadrada, dada una matriz se pueden definir otras magnitudes mediante el empleo de determinantes relacionadas con las propiedades algebraicas de dicha matriz. En concreto dada una matriz cuadrada o rectangular se pueden definir los llamados determinantes menores de orden r a partir del determinante de submatrices cuadradas de rxr de la matriz original. Dada la matriz {\displaystyle \mathbf {A} =[a_{ij}]}:

{\displaystyle \mathbf {A} ={\begin{bmatrix}a_{11}&\dots &a_{1n}\\\dots &\dots &\dots \\a_{m1}&\dots &a_{mn}\end{bmatrix}}}

Se define cualquier menor de rango r como:

{\displaystyle {\begin{vmatrix}a_{i_{1}j_{1}}&\dots &a_{i_{1}j_{r}}\\\dots &\dots &\dots \\a_{i_{r}j_{1}}&\dots &a_{i_{r}j_{r}}\end{vmatrix}},\qquad {\begin{cases}1\leq i_{1}<i_{2}<\dots <i_{r}\leq n\\1\leq j_{1}<j_{2}<\dots <j_{r}\leq m\end{cases}}}

Debe notarse que en general existirá un número elevado de menores de orden r, de hecho el número de menores de orden r de una matriz mxn viene dado por:

{\displaystyle {\mbox{Min}}_{r}^{m\times n}={m \choose r}{n \choose r}}

Una propiedad interesante es que el rango coincide con el orden del menor no nulo más grande posible, siendo el cálculo de menores una de los medios más empleados para calcular el rango de una matriz o de una aplicación lineal.